# Kanton Saint-Hilaire-des-Loges
Saint-Hilaire-des-Loges is een voormalig kanton van het departement Vendée in Frankrijk. Het kanton maakte deel uit van het arrondissement Fontenay-le-Comte. Het werd opgeheven bij decreet van 17 februari 2024 met uitwerking op 22 maart 2015.

## Gemeenten
Het kanton Saint-Hilaire-des-Loges omvatte de volgende gemeenten:
- Faymoreau
- Foussais-Payré
- Mervent
- Nieul-sur-l'Autise
- Oulmes
- Puy-de-Serre
- Saint-Hilaire-des-Loges (hoofdplaats)
- Saint-Martin-de-Fraigneau
- Saint-Michel-le-Cloucq
- Xanton-Chassenon